# Njombe (valiato)
Njombe es un valiato de Tanzania perteneciente a la región de Njombe. Su centro administrativo es la capital regional homónima, que no forma parte del valiato y está subordinada directamente a la región.
En 2012, el valiato tenía una población de 85 747 habitantes.
El valiato se ubica el noreste de la región y su territorio limita con las vecinas regiones de Iringa, Morogoro y Ruvuma.
Los límites actuales del valiato fueron definidos en 2012, cuando se separaron del valiato las ciudades de Njombe y Makambako y el nuevo valiato de Wanging'ombe.

## Subdivisiones
Comprende 11 katas:
- Idamba
- Igongolo
- Ikondo
- Ikuna
- Kichiwa
- Kidegembye
- Lupembe
- Matembwe
- Mfriga
- Mtwango
- Ninga